# Lunar Terrain Vehicle
Pour les articles homonymes, voir LTV.

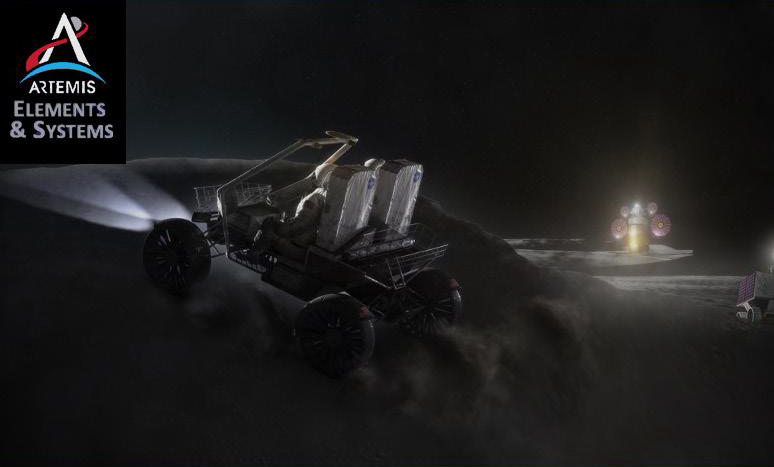
L'astromobile LTV à la surface de la Lune (vue d'artiste).

Le Lunar Terrain Vehicle (en français Véhicule de terrain lunaire), également désigné par son acronyme LTV, est un astromobile non pressurisé que l'agence spatiale américaine, la NASA, prévoit d'utiliser à la surface de la Lune dans la région du pôle sud dans le cadre de son programme Artemis. Ce véhicule sera utilisé pour explorer la surface lunaire en embarquant deux astronautes pour des déplacements de courte durée. Il pourra fonctionner sans équipage à bord (télécommandé depuis la Terre ou la Lune). Il présente des fonctionnalités mixant celles du rover lunaire Apollo (emport de l'équipage) et celles des engins de type robot comme Curiosity (emport d'instruments scientifiques actifs et d'un bras manipulateur télécommandé). Il sera capable de fonctionner de manière continue durant 8 heures, de réaliser des expéditions de 20 kilomètres et de survivre aux nuits lunaires.
La NASA a décidé de sous-traiter complètement la conception et la réalisation de ce véhicule et son transport jusqu'à la surface de la Lune. Le constructeur doit être sélectionné durant l'été 2023. L'engin devra être livré sur le sol lunaire en août 2028 pour pouvoir être utilisé par l'équipage de la mission Artemis V.

## Contexte
Le programme Artemis est un programme spatial habité de la NASA, l'agence spatiale américaine, dont l'objectif est d'amener un équipage sur le sol lunaire d'ici 2026. L'objectif du programme est de réaliser une exploration durable du satellite, c'est-à-dire l'organisation de missions régulières dont l'aboutissement serait l'installation d'un poste permanent sur la Lune. Le programme doit également permettre de tester et de mettre au point les équipements et procédures qui seront mis en œuvre au cours des futures missions avec équipage à la surface de la planète Mars. La réalisation des missions du programme Artemis nécessite le développement de plusieurs engins spatiaux : le lanceur lourd Space Launch System (SLS), le vaisseau spatial Orion, dont la réalisation a débuté dans les années 2010 mais est marquée par des dérapages budgétaires et calendaires réguliers, un vaisseau lunaire entièrement nouveau Human Landing System (HLS), chargé d'emporter les hommes sur le sol lunaire, et des missions robotiques, chargées de réaliser des reconnaissances et des études scientifiques complémentaires.
L'architecture des missions repose sur la future station spatiale Lunar Orbital Platform-Gateway (LOP-G) qui, placée en orbite autour de la Lune, servira de relais entre la Terre et la surface de la Lune. Une fois sur le sol lunaire, les astronautes doivent mener des missions d'une durée de 30 à 60 jours. Parmi les équipements utilisés par les astronautes sur le sol lunaire figurent deux astromobiles : un astromobile disposant d'une cabine pressurisée dont les spécifications ne sont pas connues en 2022 et un astromobile non pressurisé, le Lunar Terrain Vehicle qui pourra emporter deux astronautes pour des explorations ne dépassant pas huit heures,.

## Cahier des charges
Pour permettre aux astronautes d'explorer la surface de la Lune en disposant d'un moyen de déplacement fournissant une plus grande mobilité, l'agence spatiale prévoit de développer un astromobile, similaire dans sa fonction au rover lunaire Apollo, c'est-à-dire permettant d'embarquer deux astronautes dans leur combinaison spatiale permettant d'effectuer des déplacements d'une durée de 8 heures en partant de la base lunaire. Les caractéristiques de l'astromobile définies par le cahier des charges publié en octobre 2021 par la NASA sont les suivantes. L'engin qui pourra fonctionner sans équipage à bord (télécommandé depuis la Terre ou la Lune) présente des fonctionnalités mixant celles du rover lunaire Apollo et celles des engins de type robot comme Curiosity :
- le LTV doit pouvoir transporter deux astronautes en combinaison spatiale (soit une masse de 550 kg) plus 250 kg de fret. La masse transportée doit pouvoir être portée à 1 600 kg en limitant les performances ;
- le LTV dispose de systèmes permettant d'immobiliser les astronautes durant les déplacements y compris si celui-ci a perdu conscience ou n'est plus capable de contrôler ses mouvements ;
- la masse et les dimensions du LTV doivent être compatibles avec les capacités des atterrisseurs lunaires du programme CLPS ;
- le LTV doit pouvoir couvrir une distance de 20 kilomètres sans avoir à recharger ses batteries. Il doit pouvoir fonctionner sans discontinuer durant 8 heures pour chaque période de 24 heures. Il doit pouvoir être utilisé durant 2 heures dans une zone en permanence à l'ombre (la température peut être très inférieure à celle des autres zones éclairées périodiquement) ;
- la vitesse maximale du LTV sur un terrain plat est de 15 km/h. Cette vitesse maximale doit pouvoir être paramétrée ;
- lorsqu'il est télécommandé, le LTV doit pouvoir franchir 6 km sur une période de 24 heures ;
- le LTV doit pouvoir franchir au moins 1 300 km au cours d'une année ;
- le LTV doit être capable de franchir des pentes de 20° ;
- le LTV doit pouvoir être rechargé par une source d'énergie interne (panneaux solaires embarqués) ou externe ;
- le LTV doit pouvoir survivre aux températures extrêmes d'une nuit lunaire d'une durée pouvant aller jusqu'à 150 heures tout en fournissant durant cette période 50 Watts aux charges utiles de la NASA embarquées ;
- le LTV devra pouvoir être piloté par les astronautes embarqués ou télécommandé depuis la surface de la Lune, l'orbite lunaire ou la Terre ou se déplacer de manière autonome entre deux points en évitant les accidents de terrain (obstacles de plus de 30 centimètres de diamètres, astronaute, etc.) ;
- le LTV doit avoir une tolérance aux pannes lui permettant de fonctionner malgré une défaillance sur les systèmes engageant la vie de l'équipage ou le contraignant à un retour à pied à son camp de base ;
- le LTV dispose d'un système de télécommunications (vidéo, voix, données) permettant de communiquer avec les installations à la surface de la Lune et avec la Terre de manière directe ou indirecte (via des relais en orbite lunaire) ;
- le LTV transporte des instruments scientifiques, des équipements utilisés durant l'exploration de la surface et des échantillons de sol. Il doit être prévu :
  - deux emplacements sur un mât destinés à des instruments scientifiques actifs,
  - trois emplacements sur le pont destinés à des instruments scientifiques actifs,
  - deux emplacements de grande taille sont disponibles pour des équipements emportés pour une mission d'exploration. Ces équipements pourront être connectés à une alimentation électrique,
  - un emplacement prévu pour les outils de géologie,
  - un emplacement permettant de stocker des outils permettant d'effectuer des opérations de maintenance,
  - un emplacement destiné à un équipement ou un instrument scientifique passif ;
- le LTV dispose d'un bras télécommandé, utilisé durant les explorations effectuées sans embarquer d'équipage, permettant de manipuler des objets (échantillons de roche, équipements scientifiques) allant jusqu'à 10 kilogrammes et de les déposer dans le véhicule ou sur le sol lunaire. Le bras doit pouvoir changer l'outil manipulateur situé à son extrémité ;
- la dépose de l'astromobile à la surface de la Lune est à la charge de son constructeur. Cette dépose doit se faire avec une précision inférieure à 100 mètres. L'astromobile doit pouvoir descendre de l'atterrisseur de manière autonome ;
- le LTV doit être déposé à la surface de la Lune au plus tard en août 2028 pour pouvoir être utilisé par la mission Artemis V ;
- le scénario d'utilisation du LTV au cours d'une année typique comprend les phases suivantes : utilisation par les astronautes d'une mission Artemis durant un mois (une mission par an), utilisation en mode télécommandé par les scientifiques de la NASA sur une période de quelques mois (durée variable), utilisation en mode télécommandé par d'autres utilisateurs sur une période de quelques mois (durée variable), mise au repos durant les phases nocturnes ;
- la durée totale des opérations consacrées à la maintenance du LTV par les astronautes ne doit pas excéder une heure pour une mission sur le sol lunaire inférieure à 14 jours et quatre heures pour les expéditions plus longues ;
- le LTV doit pouvoir fonctionner dix ans (ou le constructeur doit pouvoir fournir un remplaçant si la durée de vie est inférieure).

## Sélection du constructeur
La NASA lance un premier appel d'offres en février 2020 pour une étude visant à déterminer les technologies pouvant être mises en œuvre et la manière de gérer la mise en œuvre de l'astromobile (acquisition par la NASA ou prestation de service prise en charge par l'industriel). Dans sa demande, l'agence spatiale américaine indique qu'elle souhaite que les dernières innovations dans le domaine du stockage d'énergie, du pilotage automatique et des matériaux résistant dans un environnement difficile soient prises en compte. En août 2021, un deuxième appel d'offres est lancé par la NASA pour identifier les solutions permettant de transporter les astronautes dans la région du pôle sud lunaire.
Courant 2023, cinq équipes de constructeurs ont effectué une proposition depuis le premier appel d'offres.
- Les sociétés Lockheed Martin et General Motors ont annoncé en mai 2021 qu'ils s'associeraient pour répondre au besoin de la NASA[6]. MDA doit mettre à disposition la technologie de ses bras télécommandés[7] tandis que Goodyear prend en charge le développement du train de roulement[8].
- Northrop Grumman associé à Intuitive Machines et à Michelin a également dévoilé une proposition d'astromobile en novembre 2021[9].
- Teledyne Technologies s'est associé à Sierra Nevada Corporation, Nissan et Bridgestone et a officialisé sa proposition en avril 2022[10],[11].
- Astrolab, associée à Venturi, qui dispose déjà d'une version terrestre de son astromobile, FLEX (Flexible Logistics and Exploration)[12], a annoncé sa participation en mars 2023[13].
- Leidos (via sa filiale Dynetics) et la NASCAR ont annoncé leur association dans les domaines de la vitesse, de la sécurité et de la fiabilité pour une proposition en avril 2023[14].

En novembre 2022, la NASA prévoit de publier le cahier des charges finalisé du LTV en février 2023 et de sélectionner le constructeur le 19 juillet 2023. Ces dates sont repoussées, en mai 2023 pour le cahier des charges, avec jusqu'à juillet pour le dépôt des propositions, et une sélection prévue d'abord pour novembre 2023 puis pour le 31 mars 2024.
Le 3 avril 2024, la NASA annonce la sélection des trois équipes pouvant poursuivre leurs travaux de faisabilité et de démonstration pour la phase suivante de 12 mois, :
- Intuitive Machines, qui dirige l'équipe Moon RACER (Reusable Autonomous Crewed Exploration Rover) comprenant AVL, Michelin, Boeing et Northrop Grumman ;
- Lunar Outpost, qui dirige l'équipe Lunar Dawn comprenant Lockheed Martin, MDA Space, General Motors et Goodyear ;
- Venturi Astrolab, équipe comprenant également Axiom Space et Odyssey Space Research (en).

En septembre 2024, Lunar Outpost annonce le remplacement de Lockheed Martin par Leidos, candidat précédemment éliminé, en raison de désaccords persistants. Les rôles de toutes les entreprises partenaires de l'équipe Lunar Dawn sont redistribués.

## Lancement et mise en œuvre
L'astromobile sera lancé dans le cadre de la mission Artemis V (2028) soit par le lanceur SLS 1B qui emportera également l'équipage dans un vaisseau Orion soit dans le cadre d'un autre lancement.

### Source
- (en) Rick Hardy, « Lunar Terrain Vehicle (LTV) Industry Day », NASA, 31 août 2022, p. 15-27.